# Phalaeops
Phalaeops is een geslacht van spinnen uit de  familie van de kraamwebspinnen (Pisauridae).

## Soorten
- Phalaeops mossambicus Roewer, 1955
- Phalaeops somalicus Roewer, 1955